# Karl Rapp
Karl Friedrich Rapp (ur. 24 września 1882 w Ehingen (Donau), Niemcy, zm. 26 maja 1962 w Locarno, Szwajcaria) – założyciel i właściciel Rapp Motorenwerke GmbH (z niem. Zakłady Silnikowe Rapp sp. z.o.o.) w Monachium. Z czasem spółka ta przekształciła się BMW. BMW AG uznaje go jako pośredniego założyciela przedsiębiorstwa.

## Wczesne lata
Niewiele wiadomo o jego dzieciństwie i młodości. Rapp uzyskał tytuł inżyniera i był zatrudniony przez włoską firmę samochodową Züst w latach od około 1908 do 1911. Sądzi się także, że przed 1912 pracował jako konstruktor w Daimler. Rapp opuścił Daimler aby prowadzić filię spółki Flugwerk Deutschland GmbH (niem. Zakład Lotów Niemcy sp. z o.o.).

## Produkcja silników lotniczych
Flugwerk Deutschland GmbH prawdopodobnie przenosiło swoją kwaterę główną z Gelsenkirchen-Rotthausen do Brand obok Akwizgranu. Statut spółki ratyfikowano 15 lutego 1912, a wiadomość o wpisie w miejskim rejestrze handlowym Akwizgranu ukazała się 5 marca 1912. Obiektem firmy była produkcja i sprzedaż samolotów, budowa i sprzedaż maszynerii i wyposażenia w obszarach inżynierii lotniczej, jak również obsługa pasów startowych i aerodromów. 20 maja 1913 stworzono gałąź zajmującą się produkcją silników lotniczych na ulicy Schleissheimer Straße 288 (obok pierwszego lotniska na Oberwiesenfeld) w Monachium-Milbertshofen, a Karl Rapp i Joseph Wirth otrzymali pełnomocnictwo na ten oddział. Rapp, pracując jako inżynier i koordynator firmy, zaangażował się w budowę kilku dwupłatowców i jednopłatowca. Rapp projektował też silniki lotnicze, jednym z nich był „FD 1416”. W 1912 firma wzięła udział w Powszechnych Pokazach Lotniczych w Berlinie. 16 kwietnia 1913 spółka została rozwiązana postanowieniem udziałowców, a Joseph Wirth został wyznaczony jako jedyny likwidator. Kiedy proces likwidacji dobiegł do końca, 8 sierpnia 1916 zamknięto firmę.

## Rapp Motorenwerke – utworzenie BMW
28 października 1913 Karl Rapp i Julius Auspitzer założyli spółkę Karl Rapp Motorenwerke GmbH z kapitałem akcyjnym w wysokości 200 000 marek niemieckich na miejscu Flugwerke Deutschland GmbH (po tym jak firma uległa likwidacji). Główny konsul Auspitzer był większościowym udziałowcem, a Karl Rapp, z udziałem 70 000 niemieckich marek, zarządzał firmą. Celem spółki była budowa i sprzedaż silników wszystkich typów, głównie wewnętrznego spalania dla samolotów i pojazdów napędzanych silnikiem, a w dodatku zbudowanie silnika na drugie Zawody o Puchar Cesarza. Silnik ten nie powstał na czas. Firma rozrosła się szybko i do 1915 zatrudniała wielu pracowników. Rapp Motorenwerke opracowało kilka prototypów samolotów, ale nie odniosły one sukcesu wskutek słabości konstrukcji. Na początku I wojny światowej, firma była jedną z kluczowych bawarskich firm zbrojeniowych, posiadając pewną reputację, chociaż żaden z projektów nie osiągnął prawdziwego sukcesu. Mimo tego, że Pruskie Ministerstwo Wojskowe zerwało kontrakt na dostarczanie silników Rappa jako nieodpowiednich, to Ministerstwo Wojskowe Bawarii i Cesarskie Ministerstwo Marynarki Wojennej, Cesarskiego Ministerstwa Wojskowego Austro-Węgier kontynuowało zamówienia na silniki Rappa budowane na licencji Austro-Daimlera, który nie był w stanie samodzielnie pokryć wojennego zapotrzebowania na swoje produkty. Franz Josef Popp nadzorował budowę silników zamówionych przez Austriaków w Monachium.
Decyzja Pruskiego Ministerstwa Wojskowego o zamówieniu 600 sztuk innowacyjnego silnika lotniczego mogącego latać na znacznych wysokościach, opracowanego przez Maxa Friza, pociągnęła za sobą reorganizację prawną struktury spółki. W tym czasie niefortunny dyrektor i udziałowiec Karl Rapp wystąpił ze spółki z powodu choroby. Po jego odejściu zmieniono nazwę Rapp-Motorenwerke GmbH na Bayerische Motoren Werke GmbH (z niem. Bawarskie Zakłady Silnikowe sp. z o.o.), a 4 października 1917, wyznaczono Franza Josefa Poppa na stanowisko dyrektora spółki. Nowa spółka przejęła z poprzedniej załogę i środki produkcji. Do końca wojny silniki lotnicze pozostały jedynym towarem BMW.

## Późniejsze lata
Po opuszczeniu Rapp-Motorenwerke, które natychmiast zmieniły nazwę na BMW, został w 1917/18 głównym inżynierem i kierownikiem wydziału silników lotniczych w L.A. Riedlinger, gdzie przypuszczalnie pracował do października 1923.
Od 1934 Rapp żył w Szwajcarii prowadząc małe obserwatorium, gdzie obserwował układ słoneczny.